# Sächsisches Sibirien

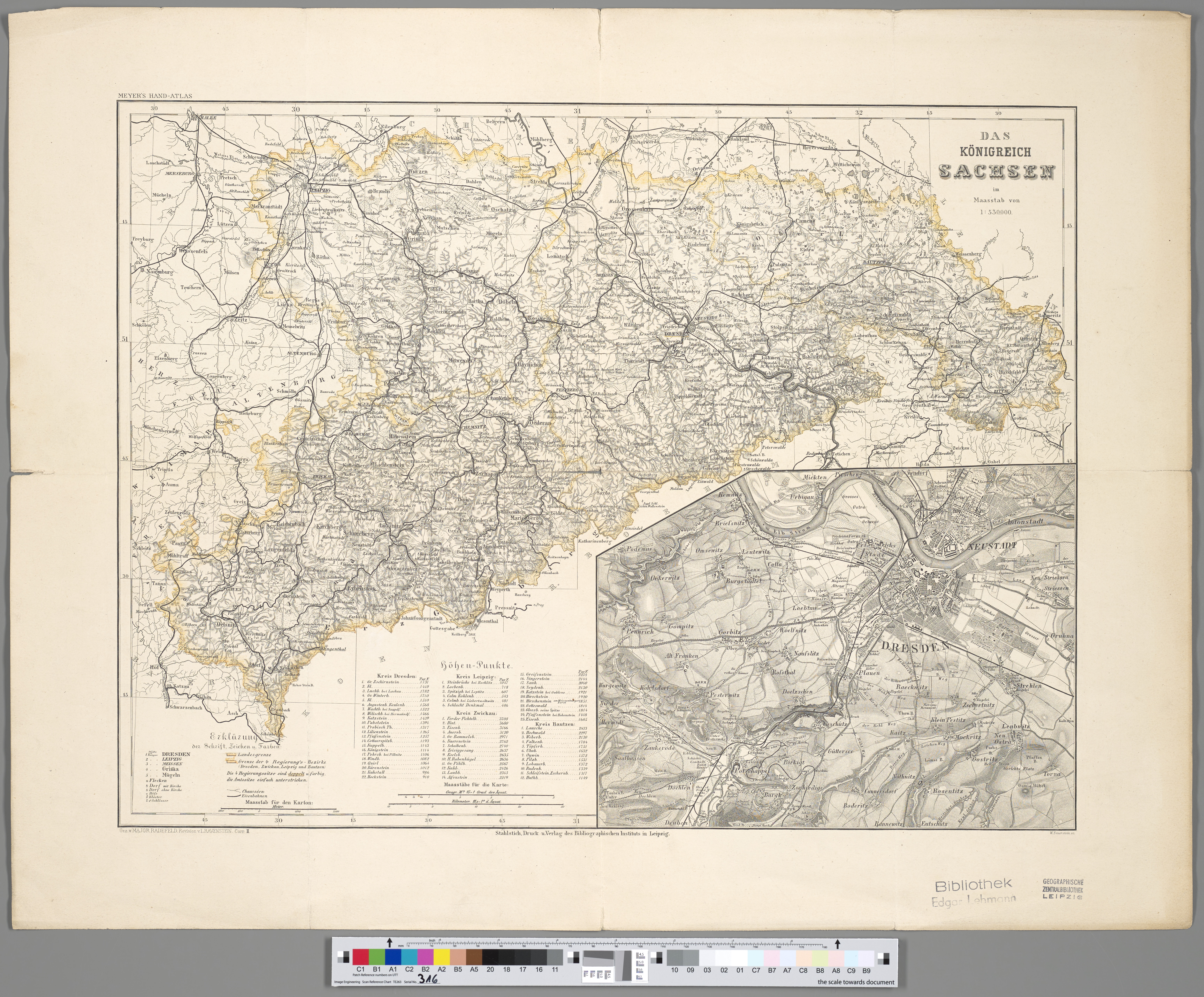
„Sächs. Sibirien“ auf einer Karte des Königreiches Sachsen von circa 1880

Sächsisches Sibirien ist eine im 18. Jahrhundert aufgekommene Bezeichnung des oberen Westerzgebirges und Vogtlandes.

## Herkunft und Verbreitung

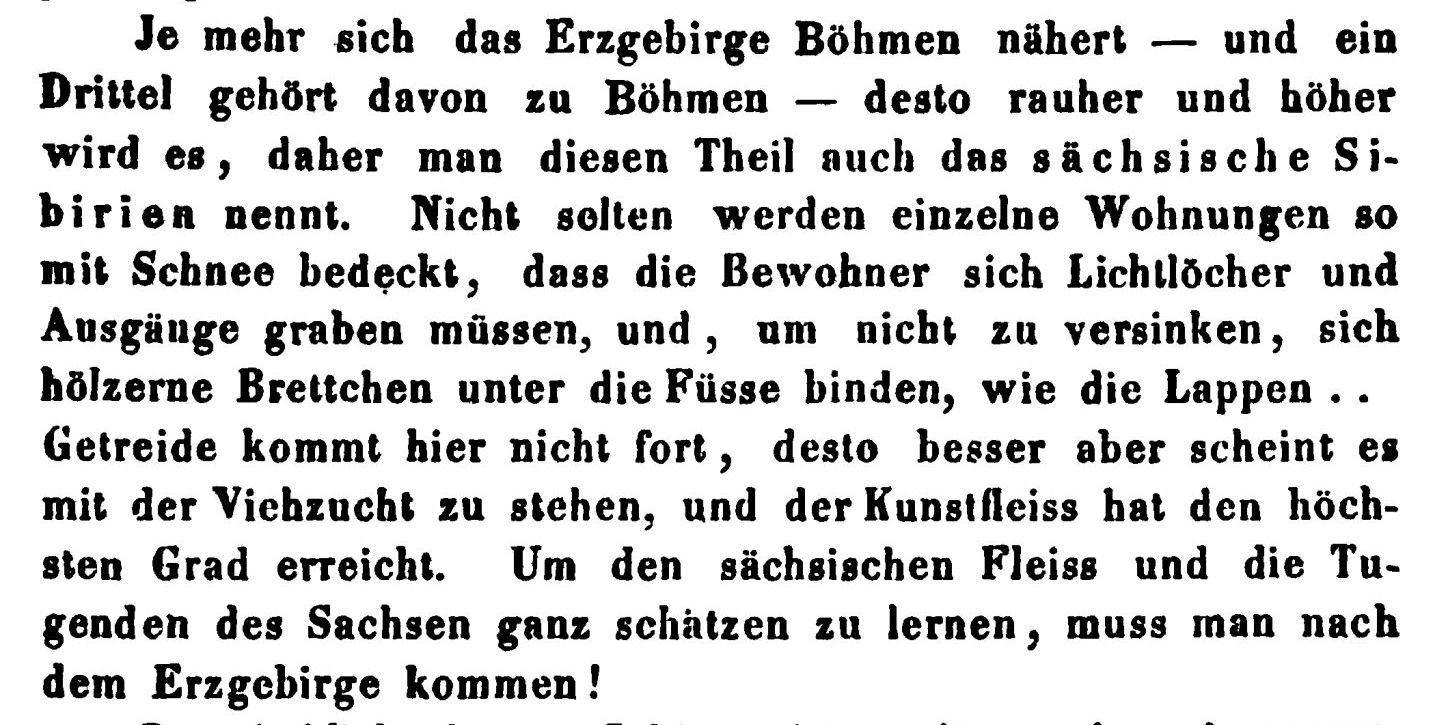
„Sächsisches Sibirien“ in einer Beschreibung von 1855

Sie geht auf das in den Kammlagen beobachtete raue Klima zurück. Dieses wurde 1723 für das unmittelbar an der sächsisch-böhmischen Grenze gelegene Gottesgab von einer österreichischen Rektifikationskommission wie folgt beschrieben:

„Gottesgab ist ein Ort […] gleich am Sachsenland in rauhesten Wäldern gelegen, wo so gar kein Haber, kein Kraut wächst, ja kein Schlehen, kein Dornstrauch. Man weiß hier überhaupt von dem Sommer nichts. Die hiesige Gegend liegt gemeiniglich acht Monate lang unter dem Schnee, der in manchen Gegenden durch heftige Sturmwinde auf viele Ellen angehäufet wird, zudem stoßen oft dermaßen dichte Nebeln, dass sich Reisenden oft sehr verirren, den Weg verfehlen, und solchen nach elend im Schnee erfrieren müssen.“

Den angesichts dieser Schilderungen aufkommenden Vergleichen des Erzgebirges mit Sibirien trat der Pfarrer und Chronist Georg Körner aus Bockau bereits 1757 entgegen. Er schrieb:

„Wenn man die doppelte Landcharte vom erzgebirgischen Kreise durch Herr Matthias Seuttern herausgegeben, zur Hand nimmt; sollte man fast erschrecken und meynen, es sey unsre Gegend eine rechte Wüsteney, klein Syberien und wie es die Böhmen ehedessen spottweise nannten, ein rechtes Haber- und Hungerland: betrachtet man aber die so vielen volkreichen Städte, Flecken und Dörfer derselben; so wird sich dieses Vorurteil gar bald verlieren.“

1775 wurde der Begriff Sächsisches Sibirien erstmals in der anonym bei Carl Ernst Bohn in Hamburg erschienenen Schrift „Mineralogische Geschichte des Sächsischen Erzgebirges“ ausführlich erläutert. Vermutungen deuten auf den sächsischen Geologen Johann Friedrich Wilhelm von Charpentier als Autor hin. Dort heißt es:

„Nachricht vom so genannten Sächsischen Siberien [sic]. Wir haben hier auf unserm Obergebirge eine ziemlich weitläuftige Gegend, welche so wild und rauh ist, daß sie deswegen gewöhnlichermaßen das Sächsische Siberien genannt wird. Sie erstreckt sich von Eybenstock an, auf der andern aber bis in den Voigtländischen Creys, nach dem Fichtelberg [gemeint ist das Fichtelgebirge] zu. Statt daß man sonst an andern auch ganz rauhen Orten (als Jöhstadt, Satzungen, Kuhnheyde, Neudorf, Joh. Georgenstadt, Wiesenthal etc.) noch Erdäpfel, Kraut, Rüben und Hafer (obschon diesen letztern da er kaum das zehntemal recht reif wird, wenigstens doch zur Gewinnung des nöthiges Strohes fürs Vieh) erbauet, kommt hier nich einmal ein Erdäpfel fort, geschweige denn ein Körnchen Getreide fort. Alles ist, ohne einige Furche Ackerland da zu spüren, lediglich mit dicker, wilder und finsterer Waldung bedeckt. Gemeiniglich liegt im Winter, welcher den größten Theil des Jahres ausmacht, der Schnee 3 Ellen hoch, und kommt, zumal in den Tiefen, wo ihn der Wind zuweilen auf 10, 20, ja 30 Ellen von den Bergen zusammenführt, oft vor Johannis nicht völlig hinweg. Allein eben hier ist es, wo Volcanus seine rechte Werkstädte aufgeschlagen hat. Die Hammerwerke: Ober- und Unter-Blauenthal, Neidhardtsthal, Wildenthal, Wittingthal, Schlössel-Unterwiesenthal, Carlsfeld, mit der dazu gehörigen Glashütte, Morgenroths-Rautenkranzs- und Tannenbergsthal sind insgesammt theils in und theils um diese Wildniß herum belegen. … Sothane Waldhäuser werden im Winter oft ganz verschneyet, so daß sich deren Inhaber mit Schaufeln herausarbeiten und Lichtlöcher zu ihren Fenstern hindurchgraben müssen …
Inzwischen ist eben diese rauhe Wüste das eigentliche Vaterland unserer mehresten und besten Edelsteine, welche darinnen theils aus den Felsen, wie die Topasen aus dem Schneckenstein gebrochen, theils aus den Auersberger, Steinbächer, Sauschwemmer, Knocker und Pechhöfer Seifenwerken unter den Zwitter-Geschieben gefunden werden.“

Durch August Schumanns Lexikon von Sachsen, das zu Beginn des 19. Jahrhunderts in hoher Auflage erschien, fand der Begriff Sächsisches Sibirien eine größere Verbreitung. Über das Dorf Carlsfeld schreibt er unter anderem:

„Die Gegend von Carlsfeld wird von vielen das sächsische Sibirien genennt und ist allerdings rauh und unfruchtbar. Zwar hat das Gebirge nicht hier, sondern bei Annaberg, Bärenstein und Wiesenthal seine höchsten Punkte, aber die dichten Wälder, welche Karlsfeld eng umschließen, geben dieser Gegend das Ansehen einer traurigen Wildniß, verlängern den Winter und hindern die Kultur. Hier giebt es also noch keinen Getreidebau, doch sind seit mehreren Jahren Erdäpfel mit Erfolg angebaut worden, nur kann wegen Mangel an Raum nicht der zehnte Theil des Bedürfnisses erzeugt werden.“

1839 wurden die meisten Häuser und Siedlungen der Auerbacher Waldgemeinde zum sächsischen Sibirien gezählt. Auch Hermann Grimm erwähnt in seinem 1847 erschienenen Buch Das malerische und romantische Mulden-Hochland oder Wanderungen durch die Thäler beider Mulden und ihrer Nebengewässer das sächsische Sibirien: 

„[…] ein Bild [tritt] vor die Seele, welches zum größeren Theil aus Nebeln, Frost und kalten Regenschauern, zum kleinern aus einer dürftigen Hochebene, von nackten Felsen umstarrt, und aus einem Häuflein elender beschindelter Hütten besteht; überhaupt ein Bild, das in mehr düstere als heitere Farben gekleidet ist. Ich will nicht in Abrede stellen wie treffend mit diesen wenigen Strichen ein Umriß von allen denjenigen Ortschaften gegeben ist, die im sogenannten ‚sächsischen Sibirien‘, gelegen sind, und das allerdings in der Nähe von Schwarzenberg schon beginnt.“

Johann Traugott Lindner schrieb 1848 in seinen Wanderungen durch die interessantesten Gegenden des Sächsischen Obererzgebirges: 

„Von Burkhardtsgrün aus hat man bei der Chausseegeldereinnahme eine Fernsicht auf das sogenannte sächsische Sibirien, welches diese Benennung in keinerlei Weise verdient.“

 und im Abschnitt über Eibenstock: 

„Gegen Mittag dehnt sich die hohe Bergwand … hinauf, allenthalben mit dem dunklen Grün von Fichtenwald überdeckt. Dieser giebt der Landschaft ein ernstes und finsteres Ansehen, was den Flachländern Gelegenheit zu dem Prädicate ‚Sächsisches Sibirien‘ gegeben hat. Wie oft mag diesem Titel … widersprochen worden sein!“

Während sich in der Literatur etliche Nachweise finden, in denen das Erzgebirge im 18. und 19. Jahrhundert als öde und ungastliche Gegend dargestellt wird, so gelang ein Wandel von einer geringgeschätzten Gebirgsregion zu einem beliebten Reiseziel erst um 1900. Vor allem namhafte Vertreter des Erzgebirgsvereins wie Ernst Köhler und Friedrich Hermann Löscher wandten sich gegen die aus ihrer Sicht „völlig unzutreffende“ Bezeichnung Sächsisches Sibirien. Statt einzig auf die rauen Witterungsbedingungen zu fokussieren, rückten nun andere Aspekte in den Mittelpunkt. Philipp Weigel weist in seiner 1907 publizierten Dissertationsschrift Das Sächsische Sibirien auf das vielseitige Wirtschaftsleben, das nicht nur aus Bergbau, Hammerwerken und Waldwirtschaft bestand, sondern unter anderem auch Posamentenfabrikation, Spitzenklöppelei, Bunt- und Seidenstickerei, Glacéhandschuhfabrikation und Glasherstellung umfasste. Zur Förderung des Tourismus wurden des Weiteren die natürliche Schönheit des Erzgebirges und das gesunde Gebirgsklima öffentlichkeitswirksam vorgebracht, was zur Entwicklung eines ausgeprägten Wander- und Sommerfrischenwesens führte. Zum Erreichen des Ziels, das Erzgebirge für Wanderfreunde aus nah und fern bekannter zu machen, wurden durch den Erzgebirgsverein in den ersten 50 Jahren seines Bestehens etwa 25 Aussichtstürme und Berggasthäuser errichtet.